# Schraden
Schraden is een gemeente in de Duitse deelstaat Brandenburg, en maakt deel uit van het Landkreis Elbe-Elster.
Schraden telt 503 inwoners.